# Ант-Мен (филм)
„Ант-Мен“ (на английски: Ant-Man, Човекът мравка) е американски филм от 2015 година, базиран на едноименния герой на Марвел Комикс. Режисьор е Пейтън Рийд, а главната роля се изпълнява от Пол Ръд. Световната премиера на филма е на 29 юни в Лос Анджелис, а в България „Ант-Мен“ излиза на 17 юли. Филмът е дванадесети подред в Киновселената на Марвел и има продължение – Ант-Мен и Осата през 2018 г.

## Сюжет
Внимание:  Текстът по-долу разкрива сюжета на произведението (или части от него)!
Умелият крадец Скот Ланг (Пол Ръд) трябва да помогне на наставника си д-р Ханк Пим (Майкъл Дъглас) да опазят тайната зад забележителния костюм на Ант-Мен от ново поколение надигащи се заплахи. Пим и Ланг трябва да планират и осъществят обир, който ще спаси света. Въоръжен със способността да смалява размерите си, но да увеличава силата си, Скот се изправя пред наглед непреодолими препятствия.

## Актьорски състав
| Актьор             | Роля                                 |
| ------------------ | ------------------------------------ |
| Пол Ръд            | Скот Ланг / Ант-Мен                  |
| Еванджелин Лили    | Хоуп ван Дайн                        |
| Майкъл Дъглас      | Ханк Пим / Ант-Мен                   |
| Кори Стол          | Дарън Крос / Жълтото яке             |
| Боби Канавал       | Джим Пакстън                         |
| Майкъл Пеня        | Луис                                 |
| T.I.               | Дейв                                 |
| Дейвид Дастмалчиан | Кърт                                 |
| Джуди Гриър        | Маги Ланг                            |
| Антъни Маки        | Сам Уилсън / Соколът                 |
| Мартин Донован     | Мичъл Карсън                         |
| Ууд Харис          | Гейл                                 |
| Аби Райдър Фортсън | Каси Ланг                            |
| Джон Слатъри       | Хауърд Старк                         |
| Хайли Атуел        | Пеги Картър                          |
| Хейли Ловит        | Джанет ван Дайн                      |
| Крис Евънс         | Стив Роджърс / Капитан Америка       |
| Себастиан Стан     | Джеймс „Бъки“ Барнс / Зимният войник |
| Стан Лий           | Барман                               |

## Награди и номинации
| Категория                 | Номиниран(и)              | Резултат                  |
| Емпайър (20 март 2016 г.) | Емпайър (20 март 2016 г.) | Емпайър (20 март 2016 г.) |
| ------------------------- | ------------------------- | ------------------------- |
| Най-добра комедия         | Най-добра комедия         | номинация                 |
| Най-добри визуални ефекти | Най-добри визуални ефекти | номинация                 |